# 馬叔叔
馬叔叔（英語：Mashushu，1984年12月16日—），本名楊志平，高雄市人，YouTuber、搖滾吉他手，台灣樂團七月半的電吉他手，因在Facebook和YouTube以搞笑，誇張，高超的方式進行吉他教學，並以無釐頭為標題而走紅，被網友稱「悶騷到帥氣的吉他老師」。曾參演過綜藝節目《紅白紅白我勝利》、《愛喲我的媽》、《大學生了沒》、《康熙來了》、《SS小燕之夜》等。

## 音樂作品

### 專輯
- The Universe of Brother HOW（2019）七月半專輯
- Comma and Move On（2020年）七月半專輯
- 夜露思苦（2020年12月5日）七月半專輯

## CD
- 《馬叔叔搖滾吉他》(四集)、《馬叔叔搖滾烏克麗麗》(兩集)，發行日為2013年6月20日，Welcome Music公司發行。
- 《馬叔叔搖滾電吉他》，發行日為2014年6月20日，內部含有兩張CD，Welcome Music公司發行。
- 《2016馬叔叔搖滾吉他》，發行日為2016年10月20日，內部含有三張CD，Welcome Music公司發行。

## 參演節目
| 年份          | 標題               | 主持人                                          |
| ------------- | ------------------ | ----------------------------------------------- |
| 2012年6月3日  | 《紅白紅白我勝利》 | 張小燕、黃子佼、段旭明                          |
| 2012年7月3日  | 《愛喲我的媽》     | - 第一任:庹宗康、許效舜 - 第二任:庹宗康、趙正平 |
| 2012年8月15日 | 《大學生了沒》     | 陶晶瑩、阿Ken、納豆，包括KID、吳怡霈            |
| 2012年8月17日 | 《康熙來了》       | 蔡康永、小S                                     |
| 2012年9月5日  | 《SS小燕之夜》     | 張小燕                                          |